# Вилхелм Млади фон Валдбург-Траухбург
Вилхелм Млади фон Валдбург-Траухбург (на немски: Wilhelm der Jüngere von Waldburg-Trauchburg; * 6 март 1518; † 17 януари 1566) е фрайхер и „трушсес“ на Валдбург-Фридберг, Шеер и Траухбург, императорски съветник и кемерер.

## Произход
Той е най-малкият син на Вилхелм Стари фон Валдбург-Траухбург (1470 – 1557) и съпругата му графиня Сибила фон Валдбург-Зоненберг († 1536), най-голямата дъщеря наследничка на граф Йохан фон Валдбург-Зоненберг († 1510) и графиня Йохана фон Залм († 1510). Брат му Ото фон Валдбург (1514 – 1573) е епископ на Аугсбург (1543) и кардинал (1544).
Вилхелм Млади умира на 17 януари 1566 г. на 47 години.

## Фамилия
Вилхелм Млади фон Валдбург-Траухбург се жени през 1545 г. за графиня Йохана фон Фюрстенберг (* 12 май 1529; † 3 септември 1589), дъщеря на граф Фридрих III (II) фон Фюрстенберг (1496 – 1559) и графиня Анна фон Верденберг-Хайлигенберг (ок. 1510 – 1554). Те имат девет деца:
- Фридрих фон Валдбург (* 4 август 1546; † 22 декември 1570), имперски камера съд президент, женен на 9 май 1568 г. за фрайин Йохана Барбара фон Хелфенщайн-Гунделфинген (1540 – 1572)
- Гебхард I фон Валдбург (* 10 ноември 1547; † 31 май 1601, Щрасбург), архиепископ и курфюрст на Кьолн (1580 – 1583), женен на 4 февруари 1583 г. за графиня Агнес фон Мансфелд-Айзлебен († сл. 1579)
- Карл фон Валдбург-Траухбург (* 7 август 1548; † 18 юни 1593), фрайхер и наследствен трушсес на Валдбург в Траухбург (1580), имперски камера съд президент, женен на 6 май 1572 г. в Зигмаринген за графиня Леонора фон Хоенцолерн-Зигмаринген (* 15 февруари 1551; † сл. 2 април 1605)
- Кристоф фон Валдбург-Траухбург (* 2 август 1551; † 28 февруари 1612), населдствен трушсес, фрайхер на Валдбург в Траухбург, Фридберг и Шеер (1580), женен на 16 октомври 1577 г. за графиня Анна Мария фон Фюрстенберг-Хайлигенберг (* 3 февруари 1562; † 2/12 октомври 1611); имат 14 деца
- Анна фон Валдбург († 5 октомври 1607), омъжена I. 1565 г. за граф и ландграф Хайнрих IV фон Лупфен-Щюлинген (* 6 октомври 1543; † 26 декември 1582), II. на 10 февруари 1592 г. за Петер фон Мьоршперг (* пр. 1555; † октомври 1594)
- Сибила фон Валдбург († 5 август 1585)
- Маргарета фон Валдбург († 30 май 1612), омъжена 1570 г. за фрайхер Георг Лео фон Щауфен († 23 април 1602)
- Фердинанд фон Валдбург (* 1554; † 19/20 януари 1585, убит при Хертогенбос), домхер в Кьолн (1575 – 1583), в Страсбург (1578 – 1585), каноник в „Св. Гереон“ в Кьолн (1578 – 1582), домхер на Вюрцбург (1582 – 1585)
- Елеонора фон Валдбург († 29 август 1609), омъжена 1565 г. за фрайхер Мелхиор Ханибал фон Волкенщайн (1537 – 1596)